# Coturnicops notatus
Coturnicops notatus là một loài chim trong họ Rallidae.